# Mark Bartosic
Mark Andrew Bartosic (ur. 21 czerwca 1961 w Neenah, Wisconsin) – amerykański duchowny katolicki, biskup pomocniczy Chicago od 2018.

## Życiorys
Święcenia kapłańskie otrzymał w dniu 21 maja 1994 i został inkardynowany do archidiecezji Chicago. Po święceniach pracował jako wikariusz, a w 2001 objął probostwo w Cicero. W 2016 został dyrektorem Kolbe House w Chicago oraz proboszczem miejscowej parafii Wniebowzięcia NMP.
3 lipca 2018 papież Franciszek mianował go biskupem pomocniczym Chicago ze stolicą tytularną Naratcata. Sakry udzielił mu 17 września 2018 kardynał Blase Cupich.